# الرهوظي (المخادر)

تعديل مصدري - تعديل

الرهوظي محلة تابعة لقرية صواح، التابعة لعزلة المعشار بمديرية المخادر إحدى مديريات محافظة إب في الجمهورية اليمنية، بلغ تعداد سكانها 167 حسب تعداد اليمن لعام 2004.